# S/2004 S 31
S/2004 S 31 este un satelit natural al lui Saturn și un membru al grupului Inuit. Descoperirea sa a fost anunțată de Scott S. Sheppard⁠(d), David C. Jewitt⁠(d) și Jan Kleyna⁠(d) pe 8 octombrie 2019 din observații efectuate între 12 decembrie 2004 și 22 martie 2007.
S/2004 S 31 are aproximativ 4 kilometri în diametru și îl orbitează pe Saturn la o distanță medie de 17,568 Gm în 869,65 zile, la o înclinație de 48,8° față de ecliptică, cu o excentricitate de 0,240.